# Jean Lowenstamm
Jean Lowenstamm est un linguiste français,, né en 1947.

## Biographie
Jean Lowenstamm est professeur émérite de l'Université Paris-Diderot et ancien directeur du Laboratoire de linguistique formelle (LLF). 
Il est spécialiste de phonologie, de morphologie, de morphosyntaxe et des langues afro-asiatiques.

## Publications
- Studies in afroasiatic grammar : papers from the second conference on afroasiatic languages, Sophia Antipolis, 1994, édité avec Jacqueline Lecarme et Ur Shlonsky, La Haye, Holland Academic graphics, 1996.
- Research in afroasiatic grammar : papers from the third conference on afroasiatic languages, Sophia Antipolis, 1996, édité avec Jacqueline Lecarme et Ur Shlonsky, Amsterdam, Benjamins, 2000.
- Grammaire et gabarits, numéro dirigé par Jean Lowenstamm, Saint-Denis, Presses universitaires de Vincennes, 2003
- À propos des gabarits, Recherches linguistiques de Vincennes, 2003[5].
- Développements récents en linguistique arabe et sémitique, avec Jean-Pierre Angoujard, Jean-Patrick Guillaume, Geneviève Humbert, Jean-Michel Tarrier et Georges Bohas, Damas, Presses de l’Ifpo, 2014.